# Lill-Jönstjärnen
Lill-Jönstjärnen är en sjö i Krokoms kommun i Jämtland och ingår i Indalsälvens huvudavrinningsområde.